# Ulpia Severina
Ulpia Severina byla manželka římského císaře Aureliana. O jejím životě se nezachovaly žádné písemné prameny, existují však četné mince s jejím portrétem. Z toho historikové usuzují, že v roce 275 v krátkém mezidobí mezi Aurelianovou smrtí a nástupem Tacita k moci stála v čele Říma jako pravděpodobně jediná žena v jeho historii. Je také označována titulem mater castrorum et senatus et patriae (matka vojska, senátu a vlasti).
Jméno Ulpia vysvětluje Historia Augusta jako znak jejího příbuzenství s císařem Markem Ulpiem Traianem. Pravděpodobnější však je, že prostě pocházela z Dácie, kde bylo zvykem pojmenovávat děti po Traianovi. S Aurelianem měla jednu dceru neznámého jména.